# Alessandro Cappelletti
Alessandro Cappelletti (Assisi, 22 ottobre 1995) è un cestista italiano, che gioca come playmaker nella Trapani Shark.

## Palmares

### Competizioni nazionali
- Campionato italiano: 1 (revocato)

Mens Sana Siena: 2012-2013
- Coppa Italia LNP: 1

APU Udinese: 2022

### Competizioni internazionali
- Basketball Champions League: 1

Virtus Bologna: 2018-2019
Individuale
• MVP italiano serie A2: 1
2021-2022